# 캐롤라이나앵무
캐롤라이나앵무(영어: Carolina parakeet, Carolina conure)는 북미에 서식했던 새이자, 유럽에서 온 이민자들의 난개발로 멸종한 새이다.

## 역사

### 아메리카 대륙에 살았던 앵무새
일반적으로 앵무새는 열대지역에 주로 사는 것으로 알고 있다. 그러나 실제로는 이보다 더 극한적인 환경에서 사는 앵무새 종도 있다. 예를 들어 안데스 산맥이나, 파타고니아같은 춥고 험한 지대나, 안티포데스 제도같은 기후가 험난한 지역에서 사는 앵무도 있다. (인간이 숲을 모두 없애기 전까지) 이스터섬에도 앵무새 2종이 살고 있었다(이 두 종은 숲이 사라지면서,다른 육지새 5종처럼 멸종해버렸다). 캐롤라이나앵무의 경우, 이들은 남쪽의 플로리다에서부터 북쪽의 오대호 지역, 더 북쪽의 올버니(뉴욕주의 주도)지역까지 서식했다. 외양은 마치 모란앵무와 비슷했으나, 실제로는 코뉴어(Conure)앵무와 더 가깝다. 이 종은 주로 물가의 빈 나뭇가지 속에 둥지를 짓고 살았다. 밤에 이 둥지 안으로 몰려들어 부리와 발로 나무를 움켜쥔 채 잠이 들었다. 일부 기록에서는 나뭇가지에 엉성한 둥지를 지었다는 기록도 있었다.

### 개발과 사냥으로 멸종하다

#### 벌목
아무튼 이 종은 대체로 빈 나뭇속에 살았기 때문에 유럽인 이민자들의 벌목에 취약했다. 그들을 위협한 것은 서식지 파괴만이 아니었다.

#### 사냥
유럽에서 온 사람들은 캐롤라이나 앵무들이 과수원의 과일을 훼손한다는 이유로 이들을 사냥했다. 게다가 캐롤라이나앵무의 특성인 동료가 공격당하면 (동료를 보호하기 위해) 동료에게 몰려드는 습성이 이들을 멸종의 나락으로 내몰았다(물론 이 전략은 인류가 도래하기 이전에 진화한 습성이다.).

#### 외래종의 유입
또 한 가지 요인이 관련돼 있을 것으로 추측하는 것이 외래종이다. 유럽인들이 양봉을 위해 꿀벌을 데려온 것이다. 북미에 있던 유럽인의 벌들과 토착 벌들과는 다르지만, 브라질에서는 아프리카산 벌들이 나무구멍을 차지하고 접근하는 앵무새등의 경쟁자들을 침으로 쏘아죽이는 일이 발생한다. 그와 마찬가지로 야생으로 탈출한 벌들이 나무구멍을 점령하여 경쟁자(캐롤라이나앵무, 딱따구리 등)들을 몰아내었다.

### 멸종

#### 야생에서의 멸종
사람들의 개발과 사냥으로 1913년 플로리다의 오키초비 카운티에서의 기록을 마지막으로 야생에서 사라졌다.

#### 마지막 캐롤라이나 앵무들의 죽음
마지막 캐롤라이나 앵무는 암컷 제인과 수컷 잉카였다. 이들은 신시내티 동물원(여행비둘기 마사가 죽었던 곳.)에서 사육되었다. 1914년 암컷 제인이 죽고 1918년 2월에 수컷 잉카가 죽음으로써 캐롤라이나앵무는 멸종했다.

### 결론
1920년대와 1930년대에 플로리다의 오키초비호 일대(오키초비 카운티)에서 이 사라진 앵무를 목격했다는 이야기가 나돌았지만, 끝내는 다시 발견되지 않았다. 앞에서도 말했듯이 마지막으로 캐롤라이나 앵무가 생포된 것은 1913년, 더 정확히 1913년 12월 4일의 플로리다에서의 기록이었고, 이 종에 대한 소식은 더 이상 없었다. 현재 북아메리카는 살아있는 토착 앵무새를 볼 수 없는 황량한 땅이 되어버렸다(외래종 앵무새 일부는 뉴욕의 샌트럴 파크에서 군락을 이룰 만큼 번성하고 있다). 현재 전 세계 박물관에 7백여 점의 표본이 남아있다.
1. ↑  BirdLife International (2021). “Conuropsis carolinensis”. 《IUCN 적색 목록》 (IUCN) 2021: e.T22685776A195444267. doi:10.2305/IUCN.UK.2021-3.RLTS.T22685776A195444267.en. 2022년 11월 20일에 확인함.
2. ↑  “NatureServe Explorer 2.0”. 《explorer.natureserve.org》. 2022년 3월 31일에 확인함.